# Ponta da Piedade
Ponta de Piedade (en español: Punta de la Piedad) es un cabo cercano a la ciudad de Lagos, en la región del Algarve, en Portugal. Se trata de un cabo en forma de acantilado de casi 40 metros de altura, se encuentra rodeado por varias formaciones rocosas.

## Historia

### Formación y ocupación primitiva
Las formaciones rocosas se formaron a partir de la erosión marina, estando el terreno compuesto principalmente por rocas formadas hace entre 20 y 7 millones de años, durante el período Mioceno, cuando toda la zona todavía estaba cubierta por aguas marinas. El promontorio tiene un gran potencial para la paleontología, ya que se han descubierto en él dientes de grandes tiburones, vestigios de varias especies de peces extintas y fósiles de coral.
Desde tiempos remotos, la Ponta da Piedade ha sido un lugar de importancia cultural y religiosa, siendo considerada un lugar sagrado por su conexión con el océano. De hecho, la ocupación humana en el promontorio pudo ser muy antigua, habiéndose encontrado en sus suelo piezas de la Edad del Bronce, además de restos submarinos de la época romana, como ruinas, la base de una columna y monedas.

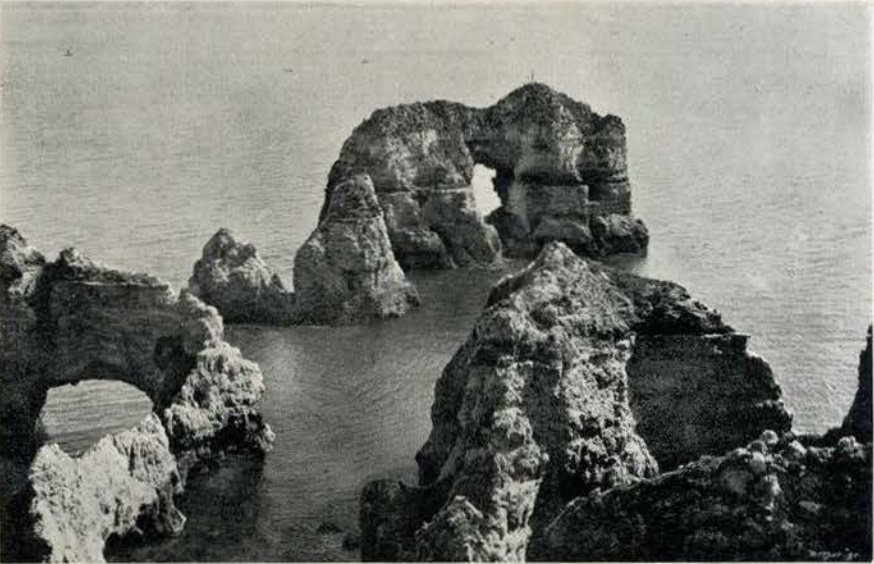
Fotografía de las formaciones rocosas de Ponta da Piedade, publicada en la revista Brasil - Portugal en 1903.

### SiglosXVIalXX
En el siglo XVI se construyó una ermita dedicada a Nuestra Señora de la Piedad, aunque en el lugar se encontraron restos de construcciones anteriores. Una de las principales reminiscencias de la importancia religiosa de Ponta da Piedade es un vía crucis que se realizaba desde la ciudad de Lagos. El cabo también tuvo gran importancia como punto de vigilancia y defensa de la costa, instalándose allí en 1663 una batería militar, que fue reconstruida en la segunda mitad del siglo XVIII y cerrada en 1821. Posteriormente se derribó la ermita para instalar el Faro de la Punta de la Piedad, cuyas obras se desarrollaron entre 1912 y 1913.

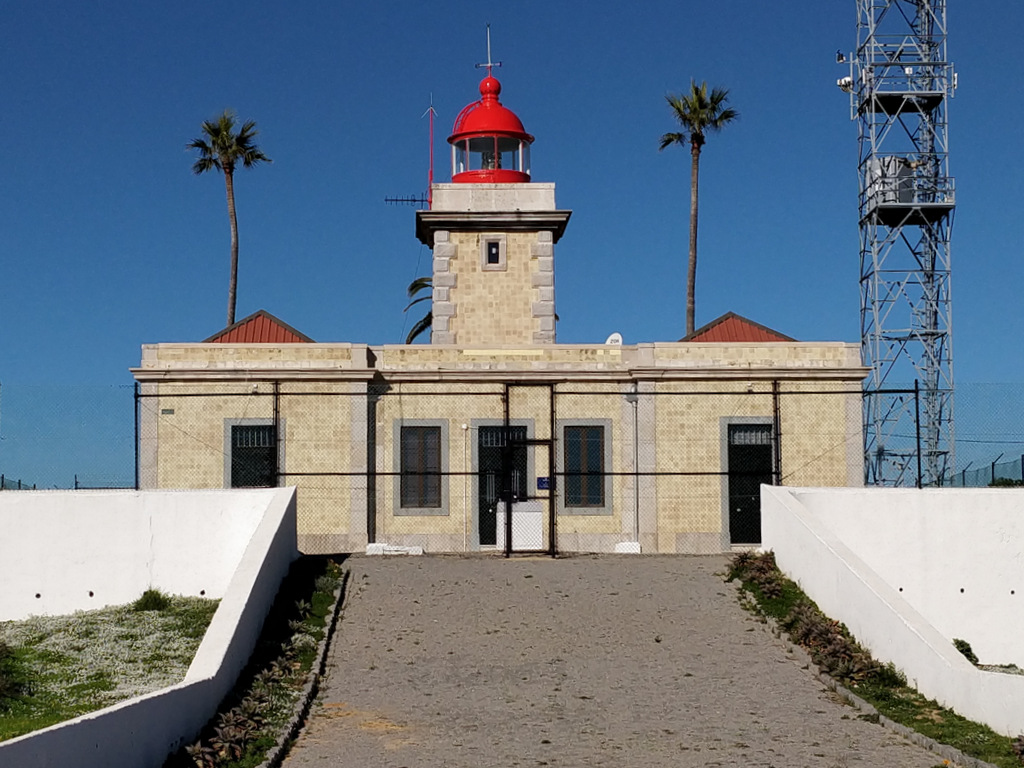
El Faro da Ponta da Piedade.

### SigloXXI
En 2012, la Câmara Municipal de Lagos lanzó un programa para la conservación y recalificación de la zona de Ponta da Piedade, con la instalación de varios caminos definidos para los visitantes, pero las obras no avanzaron debido a problemas financieros, tanto a nivel nacional como local. La iniciativa fue retomada por el municipio en la segunda mitad de la década de 2010, organizándose en dos fases, la primera centrada en el tramo entre Canavial y Ponta da Piedade, de unos dos kilómetros. La segunda correspondería al tramo costero desde que apuntan a las playas de Pinhão o Doña Ana.La primera fase consistió en la plantación de pinos, la organización de los recorridos y la instalación de equipamientos pensados para el visitante, como zonas de descanso, miradores y paneles informativos.
Durante las obras se encontraron varios problemas, como los cambios geológicos provocados por la erosión hídrica, lo que motivó varios cambios en el plan original y la creación de un segundo proyecto, durante el cual se instalaron varias pasarelas por el terreno y se modificaron los recorridos. Como parte de este proceso, se instaló un innovador sistema automático de conteo de visitantes, capaz de diferenciar a ciclistas de peatones. Ésta primera fase costó más de 32 mil euros.
Más tarde se adjudicó la segunda fase de la obra, por valor de 74 mil euros, que además de mejorar el acceso entre el cabo y Praia do Pinhão, también incluiría rutas peatonales y viales hacia la ciudad de Lagos, y rendiría homenaje a la escritora y poeta portuguesa Sophia de Mello Breyner Andresen, vinculada a la ciudad de Lagos y a la propia Ponta da Piedade. La escritora pasaba normalmente sus vacaciones en Lagos, donde tenía una casa, y visitaba regularmente las cuevas de Ponta da Piedade, a las que hacía referencia en su obra As Grutas - Obra Poética II - Livro Sexto. Como resultado de su dedicación al sitio, una de las cuevas recibió el nombre de Gruta de Sophia. En 2017, el municipio también planeó la instalación de un centro de interpretación dedicado a Sophia en Ponta da Piedade, que además de informar al público sobre la escritora, también proporcionaría información sobre la biodiversidad del promontorio.

## Turismo
En 2015, un equipo de expertos en viajes del periódico online The Huffington Post visitó diez playas en varios puntos turísticos de todo el mundo, siendo Ponta da Piedade elegida por su colaboradora Suzy Strutner como su favorita, debido a su belleza natural, con sus formaciones rocosas. En 2020, la editorial de guías de viajes Lonely Planet destacó Ponta da Piedade como una de las diez maravillas naturales de Portugal.